# Nekaj sladkega
Nekaj sladkega je slovenski komični celovečerni film, komedija zmešnjav, ki je bil premierno predvajan februarja 2023. Režiral ga je Tin Vodopivec. 
V filmu nastopajo igraci iz Slovenije, Makedonije, Srbije in Hrvaške.

## Zgodba
Glavni lik je Kaja, organizatorka velikega mednarodnega kongresa v Ljubljani, z glavno zvezdo, svetovno znanim "gurujem marketinga" po imenu Ace Majstorovski. Kariera ji visi na nitki, ko njen govorec zamudi na letalo. V paniki najame simpatičnega lokalnega slaščičarja Gogija, ki je guruju na las podoben. Aceta čaka nenavadna pustolovščina, ko poskuša najti prevoz iz Skopja. Gogi se v Kajo zaljubi in se nehote zaplete v pravo zmešnjavo. 

## Produkcija
Scenarij sta napisala Urška Majdič in Tin Vodopivec. 
Pomoč pri zgodbi in oblikovanju glavnega lika sta avtorja zaupala glavnemu igralcu, Sašku Kocevu. V filmu med drugim nastopijo Nik Škrlec, Ula Furlan, Ranko Babić, Sašo Đukić, Boris Kobal in Aleš Novak.
Film nastaja pod okriljem produkcijske hiša Sparks and Juice Production, katere lastnika sta Tin Vodopivec in Urška Majdič, nato pa še Maja Zupanc in drugi. 

### Ekipa
- scenarij: Urška Majdič in Tin Vodopivec
- zgodba:  Urška Majdič in Tin Vodopivec ter Saško Kocev
- produkcija: Sparks & Juice Production
- fotografija: Darko Herič
- glasba: Urška Majdič in aranžmaji ter produkcija Leon Firšt
- montaža: Miha Šubic